# Poveglia
Die Insel Poveglia liegt knapp fünf Kilometer südlich der Altstadt von Venedig, auf der Höhe von Malamocco in der Lagune von Venedig. Sie besteht aus zwei durch einen Kanal getrennten Inseln und ist rund 7,5 Hektar groß. Sie befindet sich unmittelbar nördlich der viel kleineren Insel Ottagono Poveglia.

## Geschichte
Der Name der Insel gehe, so wurde spekuliert, auf eine römische Familie zurück, denn in den Quellen erscheint sie vielfach unter dem Namen „Pupilia“ oder „Popilia“. Er leitet sich wohl eher von einer jener römischen Straßen ab, die das Hinterland der Lagune durchzogen.
Der Legende nach wurde die Insel im 5. Jahrhundert von Festlandsbewohnern besiedelt, die auf der Flucht vor Attila waren. Johannes Diaconus zählte Poveglia im späten 8. Jahrhundert zu den zwölf Hauptinseln der Lagune. Während der vergeblichen Belagerung durch Pippin, den Sohn Karls des Großen, wurde sie demnach im Jahre 809 entvölkert und blieb bis 864 menschenleer.
Ab 864 wurden, nach der Ermordung des Dogen Pietro Tradonico, venezianische Familien auf Poveglia angesiedelt und ein Gastalde war für die Herrschaftsausübung zuständig; die Inselbewohner gehörten zu der auf der Insel ansässigen Kirchengemeinde San Vitale. Ein Edikt vom April 912 machte Chioggia bis zu dieser Insel nordwärts für Transportaufgaben zuständig.
Venedig gelang es im Laufe des 9. Jahrhunderts, ein deutliches Übergewicht über alle anderen Inseln der Lagune zu erlangen, da dort ab etwa 810 der Doge residierte. Der Stadtregierung waren die Povegliani zu unabhängig. 1281 beschloss der große Rat, dass die Leute der Insel tabernam haben durften, aus deren Einnahmen die notwendigen Uferbefestigungen und Kanalarbeiten finanziert werden sollten. Außerdem sollten sie für diese Aufgaben bis zu 200 Libra erhalten. 1339 erhielt der Große Rat freie Hand, auf einigen der Laguneninseln Rektoren einzusetzen, darunter Poveglia.
Während des Chioggia-Kriegs wurde die Insel 1379 oder 1380 geräumt, alle Bewohner nach Venedig verbracht und dort verteilt. Ein Teil wurde auf der Giudecca angesiedelt, ein anderer bei San Trovaso, schließlich ein weiterer Teil von ihnen bei Sant’Agnese.
Um die Insel zu nutzen, errichtete man dort eine Schiffswerft und ein Lager zur Ausrüstung der Schiffe, das vor allem dem Hafen Malamocco diente. Im 17. Jahrhundert wurde die Insel gelegentlich Povera genannt.

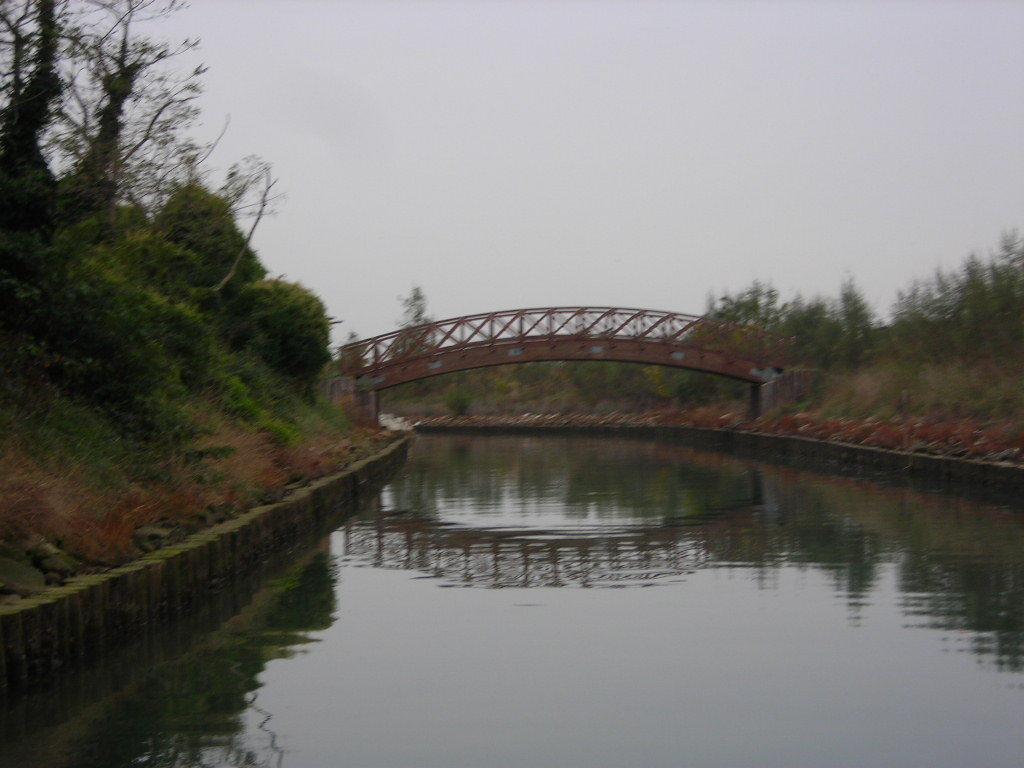
Die Brücke zwischen den beiden Inseln

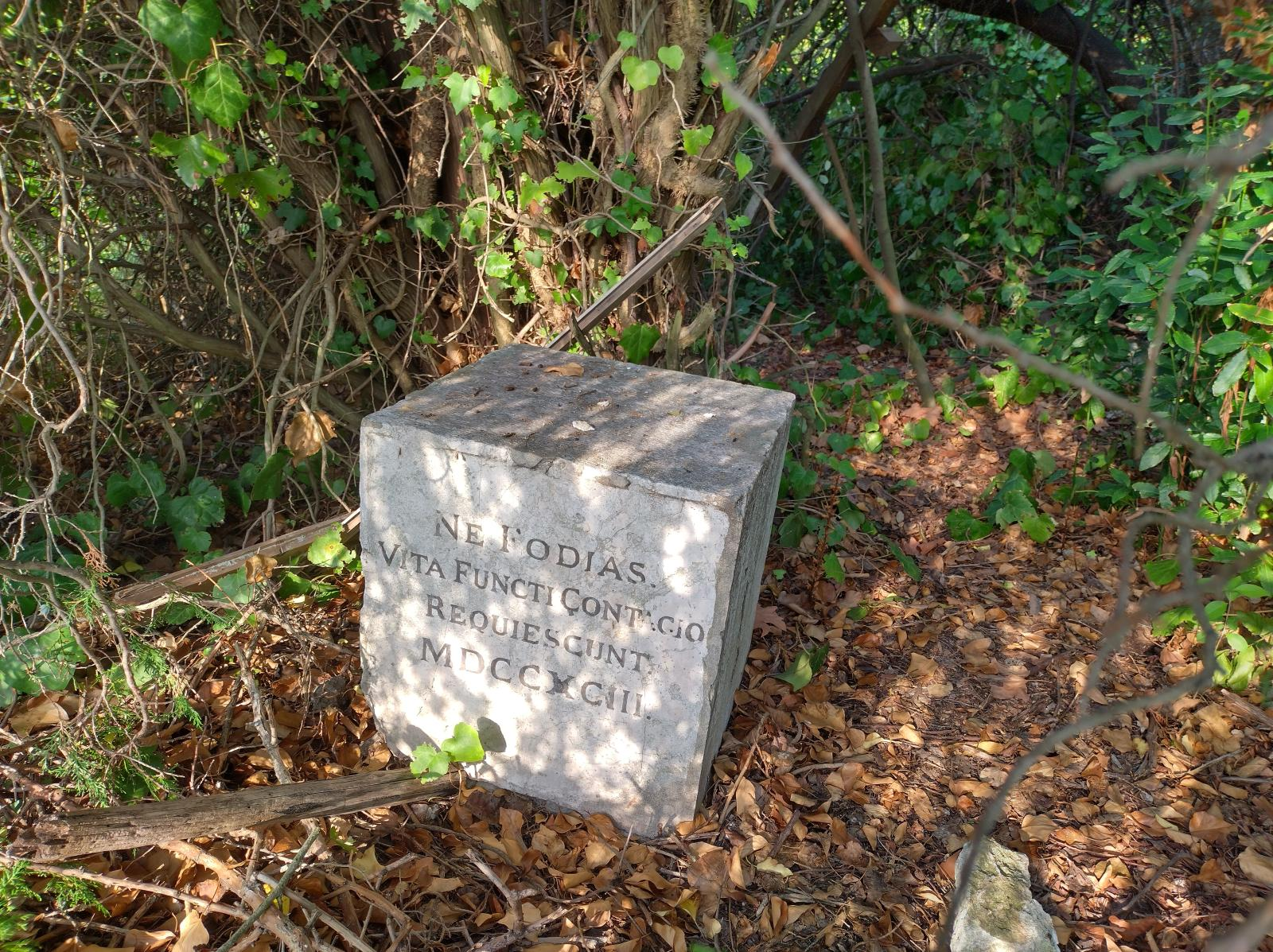
Inschrift von 1793 zur Erinnerung an die letzte Opfer der Pest

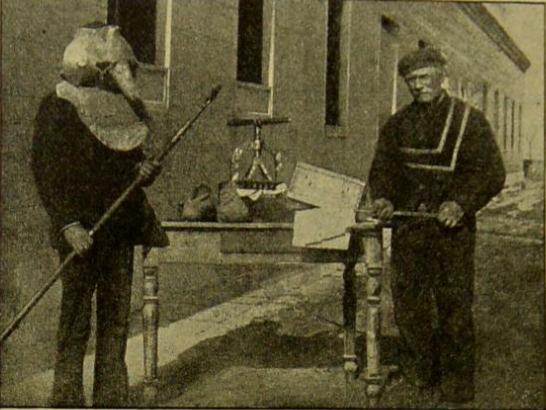
Von Th. Weyl 1889 auf der Insel gefundene Maske nebst Desinfektionsvorrichtung für Briefe (Th[eodor] Weyl, Margarete Weinberg: Zur Geschichte der sozialen Hygiene, Gustav Fischer, Jena 1904, S. 161/950)

1782 legte der Magistrato della Sanità dem Senat einen Antrag vor, auf der beinahe entvölkerten Insel ein Krankenhaus zu errichten, und tatsächlich wurde 1793 ein provisorisches Lazzaretto gebaut. Da die ersten Kranken an der Pest litten, wurde die Insel mit bewaffneten Booten abgeriegelt und Holzhäuser für die Kranken und die Wächter gebaut. 1799 wurde ein spanisches Schiff, gleichfalls von der Pest befallen, dort in Quarantäne gehalten, indem zwei Boote die 31 Mann Besatzung auf die Insel brachten. Wie im Jahr 1793 breitete sich die Pest nicht in die Stadt aus, obwohl acht Männer starben. Nahe der Mole wurde 1793 ein Gedenkstein mit der Inschrift „Ne fodias / vita functi contagio / requiescunt“ errichtet (deutsch Nicht graben, hier ruhen die, die an der Ansteckung starben).
1803, als Venedig französisch war, brach in spanischen Gebieten das Gelbfieber aus, nur Venedig wurde durch Frankreich dazu angehalten, seinen Hafen für die dortigen Schiffe offen zu halten; die Quarantäne erfolgte auf den Lazarettinseln, darunter Poveglia. Zwar gab es 1805 einen Beschluss, auf der Insel ein großes Lazarett zu bauen, und am 19. Februar 1809 beschloss das Königreich, auf Poveglia ein entsprechendes Gebäude zu errichten. Doch der Krieg, dann die Konflikte wegen der Befestigungsanlagen und der Pulvermagazine verzögerten die Pläne weiter. Als die osmanischen Häfen 1814 von Epidemien berichteten, schloss Wien den Hafen von Triest und schickte die entsprechenden Mannschaften nach Venedig. Am 12. Oktober 1814 überließ das Militär den Gesundheitsbehörden die Insel. Als erstes Schiff landete die Santo Stefano aus Smyrna.
Auch 1817 bis 1821 – die Lagune gehörte zu Österreich – bewährte sich die Insel bei der Abwehr der Pest, auch als diese 1819 von zwei Schiffen aus Alexandria nach Venedig gebracht wurde. Während die Pest weitgehend verschwand, kam es ab 1822 zu Epidemien wie der Cholera mit dem Höhepunkt in den Jahren 1831–1832, als 702 Verdächtige eingeliefert wurden.
Poveglia war von 1922 bis 1968 eine Außenstelle venezianischer Alters- und Siechenheime. Seit den 1970er Jahren ist die Insel verlassen. Neben den leerstehenden Gebäuden beherrschen aufgegebene Wein- und Gemüsegärten die Insel.
2014 entschied sich der italienische Staat, ein 99 Jahre währendes Nutzungsrecht für Poveglia meistbietend zu versteigern. Daraufhin formierte sich ein Verein namens Poveglia per tutti (Poveglia für alle), der eine Privatisierung der Insel verhindern wollte. Die Insel blieb Staatseigentum, da ein Angebot des Unternehmers Luigi Brugnaro in Höhe von 513.000 Euro, als zu gering angesehen wurde.

## Film
- Poveglia Island bei IMDb